# آرامگاه شیخ حسین چاهکوتاهی
مقبره شیخ حسین چاه‌کوتاهی مربوط به دوره قاجار است و در بوشهر، محله امامزاده واقع شده و این اثر در تاریخ ۵ آذر ۱۳۷۹ با شمارهٔ ثبت ۲۸۷۸ به‌عنوان یکی از آثار ملی ایران به ثبت رسیده است.

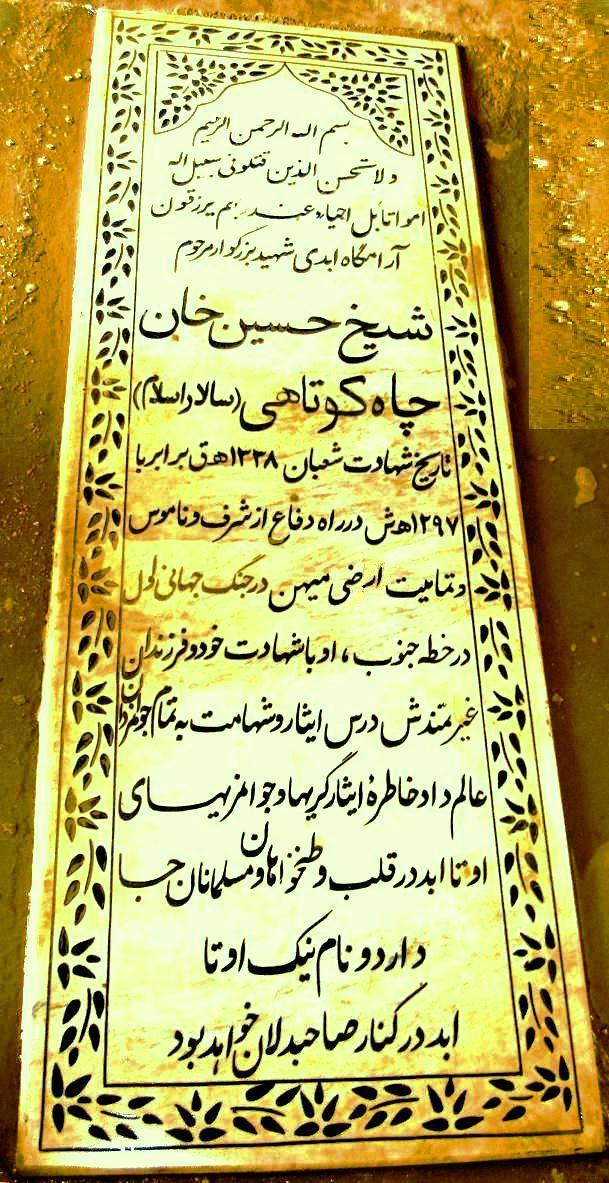
سنگ قبر شیخ حسین خان چاه‌کوتاهی